# سكوت يونغ (لاعب كرة قدم ويلزي)
سكوت يونغ (بالإنجليزية: Scott Young)‏ (14 يناير 1976 في المملكة المتحدة - ) هو مدرب كرة قدم ولاعب كرة قدم ويلزي في مركز الدفاع. شارك مع منتخب ويلز تحت 21 سنة لكرة القدم. أما مع النوادي، فقد لعب مع كارديف سيتي ونيوبورت كونتي.

## وصلات خارجية
- سكوت يونغ على موقع قاعدة بيانات كرة القدم.إي يو (الإنجليزية)
- سكوت يونغ على موقع Soccerbase.com (لاعب) (الإنجليزية)